# Город, в котором меня нет
«Город, в котором меня нет» (яп. 僕だけがいない街 Боку дакэ га инай мати) — манга Кэя Самбэ в жанре фантастического триллера, выходившая с 2012 по 2016 год. На её основе в 2016 году были выпущены аниме-сериал и полнометражный игровой фильм. В 2017 году Netflix начали трансляцию игрового сериала.
Манга публиковалась в журнале Young Ace издательства Kadokawa Shoten с 4 мая 2012 года по 4 марта 2016. Аниме-адаптация была создана на студии A-1 Pictures и впервые транслировалась на телеканале Fuji TV в программном блоке noitaminA с января по март 2016 года. 19 марта 2016 года вышел полнометражный игровой фильм, а в декабре 2017 года компанией Netflix был начат показ игрового сериала.
С 4 июня 2016 года по 4 ноября 2016 выходила спин-офф манга Boku dake ga Inai Machi: Re, рассказывающая о жизни друзей главного героя. Другой спин-офф — в этот раз в виде романа — издавался с ноября 2015 по март 2016 в журнале Bungei Kadokawa за авторством Хадзимэ Ниномаэ.
При локализации на английский язык в качестве названия произведений использовалось Erased. Манга была переведена на русский издательством «Истари комикс» под названием «Город, в котором меня нет».

## Сюжет
Главный герой — 29-летний мангака Сатору Фудзинума. Каждый раз, когда рядом с ним случается происшествие, его сознание непроизвольно возвращается назад на несколько минут, что позволяет ему оглядеться и исправить ситуацию. Но однажды убивают его мать, и Сатору понимает, что это как-то связано со случаями похищения и убийства детей, происходившими вокруг него в детстве. Его способность отправляет его назад на 18 лет.
Сохранив все воспоминания взрослого, Сатору оказывается в теле себя десятилетнего и решает найти убийцу детей, чтобы предотвратить и убийство матери в том числе. Ключом к исправлению цепи событий он считает похищение и убийство его одноклассницы Каё Хинадзуки.

## Персонажи
Сатору Фудзинума (яп. 藤沼 悟 Фудзинума Сатору) — главный герой, 29-летний мангака. Хотя некоторые его работы и публикуются, Сатору приходится подрабатывать доставкой пиццы. Он обладает способностью «перемотки», возвращающей его в прошлое, чтобы исправить какую-либо трагедию. Обычно его отбрасывает на несколько минут, но после убийства его матери он откатывается на 18 лет назад.
Озвучен: Синносукэ Мицусима (взрослый), Тао Цутия (в детстве)
Сыгран: Тацуя Фудзивара (взрослый, фильм), Цубаса Накагава (в детстве, фильм), Юки Фурукава (взрослый, сериал), Рэо Утикава (в детстве, сериал)
Айри Катагири (яп. 片桐 愛梨 Катагири Айри) — 17-летняя девушка, работающая в той же пиццерии, что и Сатору. В прошлом её семья распалась из-за того, что отца обвинили в краже шоколадки в магазине и все окружающие стали считать его вором, включая её мать. Видя, как отсутствие доверия разрушило ее семью, Айри стремится верить людям и помогает Сатору скрываться от полиции в настоящем. В исправленной версии будущего незнакома с Сатору. Четыре года спустя, в 2010 году, Сатору и Айри вновь встречаются, укрывшись вдвоем под мостом.
Озвучена: Тинацу Акасаки
Сыграна: Касуми Аримура (фильм), Мио Юки (сериал)
Сатико Фудзинума (яп. 藤沼 佐知子 Фудзинума Сатико) — мать Сатору, в одиночку воспитывавшая его. Лояльна к сыну и поддерживает его начинания. Раньше работала журналистом на телевидении и с начала похищений детей интересовалась поисками преступника. Смогла вычислить преступника 18 лет спустя, но была убита до того, как рассказала об этом. В исправленной версии будущего 15 лет заботилась о находившемся в коме сыне.
Озвучена: Минами Такаяма
Сыграна: Юрико Исида (фильм); Томока Куротани (сериал)
Каё Хинадзуки (яп. 雛月 加代 Хинадзуки Каё) — десятилетняя одноклассница Сатору. Нелюдима, подвергалась постоянным побоям со стороны матери Акэми. Первая жертва преступника, который 18 лет назад похищал и убивал десятилетних девочек. Во время первой попытки Сатору смог изменить историю так, что Каё дожила до одиннадцатилетия. Однако на следующий день после своего дня рождения она вновь была убита. Когда Сатору вернулся в прошлое ещё раз, ему удалось спасти её и остальных. В исправленной версии будущего вышла замуж за Хироми, родила сына Мирай и не забыла своего спасителя.
Озвучена: Аой Юки (в детстве)
Сыграна: Рио Судзуки (фильм), Ринка Какихара (сериал)
Кэнъя Кобаяси (яп. 小林 賢也 Кобаяси Кэнъя) — один из друзей Сатору в начальной школе. Заметил изменения в Сатору, когда в нем оказалось его взрослое сознание. Стал активно помогать другу предотвратить возможные попытки похищения. Во всех версиях будущего Кэнъя становится адвокатом и разыскивает настоящего преступника. 
Озвучен: Ё Тайти (в детстве), Тасуку Эмото (взрослый)
Сыгран: Сэйдзи Фукуси (фильм); Дзин Сирасу (сериал)
Хироми Сугита (яп. 杉田 広美 Сугита Хироми) — один из друзей Сатору, а также третья жертва маньяка 18 лет назад. Полиция считала, что преступник спутал его с девочкой из-за внешности. В исправленной версии будущего стал врачом и женился на Каё.
Озвучен: Юкитоси Кикути (в детстве), Ацуси Тамару (взрослый)
Сыгран: Кайри Дзё
Кадзу (яп. カズ) — один из друзей Сатору в начальной школе. При второй «перемотке» Сотору в прошлое именно он сдружился с Наканиси и этим помог предотвратить ее похищение. Кадзу каждый день провожал девочку домой после школы. В исправленной версии будущего встречается с Наканиси. 
Озвучен: Акари Кито (в детстве)
Осаму (яп. 修) — один из друзей Сатору в начальной школе. Довольно оптимистичный и умный мальчик, который сильно интересуется видеоиграми и часто делится своими впечатлениями с друзьями. В исправленной версии будущего стал шеф-поваром. 
Озвучен: Акари Кито (в детстве)
Ая Наканиси (яп. 中西 彩 Наканиси Ая) — отличница из соседней начальной школы «Идзуми». Ая была второй жертвой маньяка 18 лет назад. Когда Сатору вернулся в прошлое ещё раз, Ая подружилась с Кадзу, таким образом, её похищение было предотвращено.
Озвучена: Саяка Канэко (в детстве)
Дзюн Сиратори (яп. 白鳥 潤 Сиратори Дзюн) — мужчина, с которым Сатору и другие дети в округе часто играли. Был ложно обвинен в убийстве Каё и приговорён к смертной казни. Сатору называл его про себя «Юки» (яп. 勇気 Ю:ки, «Отвага») (в русском издании манги «Лев»), потому что, подбадривая Сатору, он часто говорил, что в жизни надо быть решительным и отважным. В исправленной версии будущего унаследовал семейный бизнес, живёт обычной жизнью, имеет семью.
Озвучен: Такахиро Мидзусима
Гаку Ясиро (яп. 八代 学 Ясиро Гаку) — классный руководитель класса Сатору. Настоящий преступник, похищавший и убивавший детей. В настоящем он стал политиком, используя новое имя — Манабу Нисидзоно. В детстве старший брат заставлял его помогать в изнасиловании девочек, и после того, как однажды одна из них была убита, Ясиро начал видеть паутинки над головами людей. Если перерезать такую, человек совершит самоубийство. С этого начался его маниакальный интерес к смерти. После своей поимки признался в совершении более 30 убийств и был приговорён к смертной казни. Был назван «Злодеем года» по версии Crunchyroll Anime Awards 2016.
Озвучен: Мицуру Миямото
Сыгран: Сигэюки Тоцуги

## Манга
Манга публиковалась в журнале Young Ace издательства Kadokawa Shoten с 4 мая 2012 года по 4 марта 2016. Первый том был выпущен 26 января 2013 года. Всего было издано 9 томов манги. Манга переведена и издаётся на русском языке издательством «Истари комикс» под названием «Город, в котором меня нет».
С 4 июня 2016 года по 4 ноября 2016 выходила спин-офф манга Boku dake ga Inai Machi: Re, рассказывающая о жизни друзей главного героя. Она стала девятым томом основной серии.
| - 01. «Жизнь перед глазами, май 2006» (яп. 走馬灯 2006.05) - 02. «Смертник, май 2006» (яп. 死刑囚 2006.05) - 03. «Смерть с косой, май 2006» (яп. 死神 2006.05) | - 04. «Неудавшееся похищение, май 2006» (яп. 誘拐未遂 2006.05) - 05. «Настоящий убийца, май 2006» (яп. 真犯人 2006.05) - 06. «Беглец, февраль 1988» (яп. 逃亡者 1988.02) |

| - 07. «Утраченное время, февраль 1988» (яп. 失われた時間 1988.02) - 08. «Город, в котором меня нет, февраль 1988» (яп. 私だけがいない街 1988.02) - 09. «Первые ошибки, февраль 1988» (яп. 失敗の始まり 1988.02) | - 10. «Рождественская ёлка, февраль 1988» (яп. クリスマスツリー 1988.02) - 11. «Одна и та же сцена, февраль 1988» (яп. くり返す光景 1988.02) - 12. «День рождения, март 1988» (яп. バースデー・パーティー 1988.03) |

| - 13. «Белая мгла, март 1988» (яп. ホワイトアウト 1988.03) - 14. «Кругом враги, май 2006» (яп. 四面楚歌 2006.05) - 15. «Хочу верить, май 2006» (яп. 信じたい 2006.05) | - 16. «Мать, май 2006» (яп. 母親 2006.05) - 17. «Крохотная зацепка, май 2006» (яп. 僅かな手がかり 2006.05) - 18. «Разлука, май 2006» (яп. 別れの時 2006.05) |

| - 19. «Последний шанс, февраль 1988» (яп. ラストチャンス 1988.02) - 20. «Поборник справедливости, февраль 1988» (яп. 正義の味方 1988.02) - 21. «Тайное убежище, март 1988» (яп. 隠れ家 1988.03) | - 22. «Нетайное убежище, март 1988» (яп. カクレガ 1988.03) - 23. «Разорвать цикл, март 1988» (яп. 輪の外へ 1988.03) - 24. «Две матери, март 1988» (яп. 母と母と 1988.03) |

| - 25. «Той поры больше нет, март 1988» (яп. 「あの頃」はもう無い 1988.03) - 26. «Ложное обвинение, март 1988» (яп. 冤罪事件 1988.03) - 27. «Условия похищения, март 1988» (яп. 誘拐の条件 1988.03) | - 28. «С возвращением, март 1988» (яп. おかえりなさい 1988.03) - 29. «У меня под боком, март 1988» (яп. すぐ側にいる 1988.03) - 30. «Теперь я уверен, март 1988» (яп. 確信めいた予感 1988.03) |

| - 31. "Defeat, March 1988" (яп. 敗北 1988.03) - 32. "The Spider's Thread, October 1971 – April 1987" (яп. 蜘蛛の糸 1971.10～1987.04) - 33. "Waking, August 2003" (яп. 目覚め 2003.08) | - 34. "The Locked Door, August 2003 – February 2004" (яп. 閉ざされた扉 2003.08～2004.02) - 35. "The Key, April 2004" (яп. 鍵 2004.04) |

| - 36. "Starting Point, May 2005" (яп. 始まりの地点 2005.05) - 37. "Footsteps, July 2005" (яп. 足音 2005.07) - 38. "Courage, August 2005" (яп. 勇気 2005.08) | - 39. "Airi, August 2005" (яп. 愛梨 2005.08) - 40. "The Anticipated Future, August 2005" (яп. 待ち焦がれた未来 2005.08) |

| - 41. "I've Kept You Waiting, August 2005" (яп. 待たせたね 2005.08) - 42. "Target, August 2005" (яп. 目標 2005.08) | - 43. "Confession, August 2005" (яп. 告白 2005.08) - 44. "The Town Without Me, January 2012" (яп. 僕だけがいない街 2012.01) |

## Аниме
Аниме-адаптация была создана на студии A-1 Pictures. Режиссёром сериала стал Томохико Ито, сценаристом — Таку Кисимото, а за дизайн персонажей отвечал Кэйго Сасаки. Впервые сериал транслировался на телеканале Fuji TV в программном блоке noitaminA с января по март 2016 года. Одновременно серии запускались и на стриминговых сервисах Crunchyroll, Daisuki, Funimation и AnimeLab.
При локализации на английский язык в качестве названия сериала использовалось Erased.

### Список серий
| 1 | Flashing Before My Eyes «Со:мато:» (走馬灯) | Томохико Ито    | Таку Кисимото | 8 января 2016   |
| 2006 год. Сатору Фудзинума, 29-летний неуспешный мангака из Тибы, подрабатывающий развозкой пиццы, иногда испытывает явление, которое он называет «перезапуском» (яп. 再上映 сайдзё:и): когда рядом с ним должно произойти происшествие с летальным исходом, он против своей воли отправляется на несколько минут назад во времени, чтобы предотвратить несчастье (в это время он видит синюю светящуюся бабочку). Он использует эту способность, чтобы спасти мальчика от потерявшего управление грузовика, но в результате сам на несколько дней попадает в больницу. После поправки его коллега по пиццерии, 17-летняя Айри Катагири, хвалит его за спасение чужой жизни. Чуть позже к нему с приезжает его мать Сатико Фудзинума, напомнившая ему об инциденте, случившемся 18 лет назад в их родном городе на Хоккайдо: мужчина по имени Дзюн Сиратори по прозвищу Юки, которому Сатору доверял, был арестован и приговорён к смерти за похищение и убийство троих местных детей, двое из которых были одноклассниками Сатору. На следующий день Сатору снова переживает «перезапуск», что позволяет Сатико заметить человека, который, судя по всему, пытался похитить ребёнка. Изучая дело, Сатико, в прошлом журналистка, приходит к выводу, что мужчина был настоящим убийцей детей. Но прежде чем она успевает сообщить о своей догадке, её убивают в квартире Сатору. Полиция подозревает Сатору в убийстве матери и пытается задержать, но внезапно «перезапуск» отправляет его не на несколько минут, а на целых 18 лет назад. Теперь Сатору — снова ученик 5 класса в школе в одном из городов Хоккайдо, но с сознанием и памятью себя 29-летнего. |                                             |                 |               |                 |
| 2 | Palm of the Hand «Тэнохира» (掌)            | Тосимаса Исии   | Таку Кисимото | 15 января 2016  |
| Сатору сбит с толку ситуацией, в которую он попал, но очень рад, что снова видит свою мать живой. Понимая, что возвращение в этот период связано с её будущим убийством, он обращает внимание на Каё Хинадзуки, свою молчаливую и нелюдимую одноклассницу, которая должна стать первой жертвой маньяка. Он замечает у неё синяки, и по совету своего друга Кэнъи Кобаяси читает написанное ей сочинение, после чего ещё сильнее уверяется, что дома она подвергается жестокому обращению. Желая лучше её понять, Сатору решает пригласить её на вечеринку по случаю своего дня рождения, надеясь изменить будущее так, чтобы её не убили. |                                             |                 |               |                 |
| 3 | Birthmark «Адза» (痣)                       | Такахиро Сикама | Ютака Ясунага | 22 января 2016  |
| Во время состязания по бегу на коньках против одноклассника Сатору специально поддаётся и проигрывает, чтобы избежать ненарочной попытки изменить будущее, чем злит одноклассника и расстраивает Каё. Узнав, что день рождения Каё, как и его собственный, выпадает на 2 марта, Сатору приходит в выводу, что, поскольку её убийство произошло в марте, но до её дня рождения, её попытаются похитить 1 марта. Сатору проводит некоторое время с Юки, стараясь убедиться, что тот не является маньяком. Некоторое время спустя он находит Каё избитой в сарае возле её дома, однако под взглядом своей матери Акэми девочка говорит, что просто упала. На следующий день Сатору разговаривает со своим классным руководителем Гаку Ясиро, который рассказывает, что подозревал Акэми в жестоком обращении с дочерью в течение года, но не мог найти доказательств. Позже Сатору заступается за Каё, когда другая одноклассница Мисато Янагихара обвиняет её в краже денег, а затем ведёт её на гору, где показывает обледеневшую «рождественскую» ёлку и звёзды. |                                             |                 |               |                 |
| 4 | Accomplishment «Тассэй» (達成)              | Синъя Ватада    | Таку Кисимото | 29 января 2016  |
| С помощью Сатико Сатору удаётся пригласить Каё в местный научный центр. Во время посещения Сатору испытывает дежавю и начинает беспокоиться, что просто повторяет ту же историю. Первое марта, день, когда в предыдущей временной линии произошло убийство Каё, проходит без происшествий. Каё и другие друзья приходят к нему на день рождения, и Сатору решает, что изменил ход истории. Однако на следующий день Каё не приходит в школу. |                                             |                 |               |                 |
| 5 | Getaway «То:бо:» (逃亡)                     | Макото Хосино   | Таку Кисимото | 5 февраля 2016  |
| Сатору злится на себя, что не смог предотвратить исчезновение Каё. Проходит несколько дней, бесследно исчезает ещё одна местная школьницат. Сатору становится свидетелем того, как Акэми выбрасывает вещи своей дочери. Внезапно он опять переносится в 2006 год, где его по-прежнему подозревают в убийстве матери и он всё ещё находится в бегах. Он просит помощи у менеджера с работы, но тот сдаёт его полиции. Убегая, Сатору встречает Айри, которая верит в его невиновность и позволяет остаться у неё дома. Сатору узнаёт, что детали исчезновения Каё немного изменились благодаря его вмешательству. На следующий день он приходит в библиотеку и изучает все доступные обстоятельства исчезновения детей. Айри не даёт менеджеру снова сообщить о Сатору в полицию, а вечером прячет друга в другом месте. Ей приходит сообщение с номера Сатико: «Оставайся на месте». Кто-то запирает её в собственном доме и устраивает там пожар. |                                             |                 |               |                 |
| 6 | Grim Reaper «Синигами» (死神)               | Дайки Мори      | Таку Кисимото | 12 февраля 2016 |
| Увидев, что дом Айри горит, Сатору бросается на помощь. Также на помощь прибегает их менеджер. Он хочет, чтобы спасителем Айри считали его. Айри удаётся засунуть в карман Сатору свой телефон. Позвонив по номеру, который Сатико написала на клочке бумаги перед своим убийством, он договаривается о встрече с её бывшим коллегой, журналистом Савадой. Савада рассказывает о последнем звонке от Сатико: та утверждала, что знает, кто убивал детей, но имя сказать решила лично, однако до встречи не дожила. Он также сообщает подробности убийств 18-летней давности, обстоятельства, по которым вину Юки посчитали доказанной, и выводы, почему Сатико и детей убил один и тот же человек. Пока Сатору просматривает файлы Савады относительно похищений и списка подозреваемых, тот идёт в больницу, чтобы встретиться с Айри, но находит там её мать, которая поменялась с ней местами, чтобы Айри смогла доказать невиновность Сатору. Девушка звонит Сатору и назначает ему встречу под мостом, где сообщает ему о загадочном человеке по имени Нисидзоно, члене городского совета, который периодически заходил в их пиццерию, где мог узнать как расписание смен, так и домашние адреса Сатору и Айри, и таким образом мог убить Сатико и устроить пожар. Внезапно появляется полиция и арестовывает Сатору. Когда его уводят, он замечает среди представителей власти человека, которого видел выходящим из его дома в день убийства матери. |                                             |                 |               |                 |
| 7 | Out of Control «Бо:со:» (暴走)              | Тосимаса Исии   | Ютака Ясунага | 19 февраля 2016 |
| Будучи преисполненным решимости не допустить, чтобы всё закончилось именно так, Сатору посредством силы воли запускает «перезапуск», переносящий его в 28 февраля 1988 года. В школе Кэнъя разговаривает с Сатору о Каё и ситуации у неё дома, признавая, что знал о домашнем насилии, и предлагает свою помощь. Второго марта все, как и в прошлой итерации, празднуют день рождения Сатору и Каё. После вечеринки Сатору бежит к дому Юки и разбивает в нём окно, чтобы приехавшая полиция позже подтвердила алиби Юки. Затем он находит Акэми и едва не сталкивает её с лестницы, но ему мешает Кэнъя, который убеждает его найти другой вариант действий. Сатору решает «похитить» Каё с её разрешения и прячет её в заброшенном автобусе, чтобы она исчезла на несколько дней, пока не станет понятно, что она в безопасности. Однако ночью 3 марта неизвестный мужчина заходит в автобус, где спит Каё. |                                             |                 |               |                 |
| 8 | Spiral «Расэн» (螺旋)                       | Косая           | Ютака Ясунага | 26 февраля 2016 |
| Каё удаётся спрятаться от незнакомца. Он уходит, оставив там свой рюкзак и толкнув ботинком картонный ящик, оставив на нём след. На следующий вечер Ясиро приводит людей из Детского консультационного центра к дому Каё, но они никого там не застают. Каё тем временем рассказывает Сатору и Кэнъе о ночном незнакомце. Изучив рюкзак, Сатору узнаёт вещи, которые послужили доказательством вины Юки в убийствах. Понимая, что оказался в самом эпицентре, Сатору приводит Каё к себе домой, где их ожидает Сатико. Утром Каё впервые в жизни ест приготовленный завтрак, что доводит её до слёз. Сатору и Сатико ведут Каё домой, чтобы противостоять Акэми. |                                             |                 |               |                 |
| 9 | Closure «Сю:маку» (終幕)                    | Томохико Ито    | Таку Кисимото | 4 марта 2016    |
| Акэми бурно реагирует на их обвинения и пытается применить насилие как к дочери, так и Сатору и Сатико, но её ловят с поличным представители органов опеки, которых привёл Ясиро. Из машины выходит мать Акэми, бабушка Каё, которая сожалеет, что не смогла поддержать дочь, когда та развелась с мужем-абьюзером и стала воспитывать Каё самостоятельно. Каё уезжает жить к своей бабушке, и таким образом оказывается спасённой. Сатору начинает наблюдать за следующими потенциальными жертвами: своим одноклассником Хироми Сугитой и ученицей соседней школы Аей Наканиси. Когда Ясиро подвозит их с матерью домой, он случайно обнаруживает в его машине тайник с леденцами. Тот объясняет это тем, что стал есть леденцы после того, как бросил курить. Позже Сатору, Кэнъя и Хироми отправляются осматривать заброшенный автобус и видят, что рюкзак исчез. |                                             |                 |               |                 |
| 10 | Joy «Канки» (歓喜)                          | Такахиро Сикама | Таку Кисимото | 11 марта 2016   |
| Сатору и его друзья пытаются наладить контакт с Аей. Поначалу она сопротивляется, но, запав на Кадзу, присоединяется к их компании. Сатору начинает следить за одноклассницей Мисато Янагихарой, которую все стали избегать после того, как она обвинила Каё в краже. Он следует за ней в спортивный центр. Мисато идёт в туалет и после этого исчезает, а Сатору видит, как пикап, принадлежащий семье Юки, уезжает прочь. Сатору просит Ясиро проследовать за автомобилем на его машине. Тот соглашается, но по пути внезапно сворачивает и выезжает из города. Сатору обнаруживает, что вместо леденцов в бардачке лежит упаковка слабительного. Ясиро признаётся, что автомобиль угнан, а он в прошлом уже убил нескольких детей и планировал сделать это снова, но в этот раз Сатору умудрился расстроить все его планы, будто знал о них заранее. Поэтому он использовал Мисато как приманку, подсыпав ей слабительное, чтобы заманить Сатору в украденную машину и устранить его. Воспользовавшись неисправностью ремня безопасности Сатору, он выходит из автомобиля и скатывает его в замёрзшее озеро. |                                             |                 |               |                 |
| 11 | Future «Мирай» (未来)                       | Макото Хосино   | Таку Кисимото | 18 марта 2016   |
| Сатору просыпается и узнаёт, что на дворе 2003 год, а он 15 лет провёл в коме после того, как кто-то попытался его убить, утопив в автомобиле. Всё это время Сатико ухаживала за ним, чтобы его мышцы не атрофировались и он нормально развивался физически. Однако он потерял память о событиях, случившихся после того, как его сознание заняла его будущая версия. Сатору навещают повзрослевшие Кэнъя и Хироми, а также Каё, вышедшая за Хироми замуж и родившая сына, которого они назвали Мирай («будущее»). Благодаря визитам друзей к Сатору начинают возвращаться некоторые воспоминания. Позже он знакомится с больной лейкемией девочкой по имени Куми, которой предстоит операция по пересадке костного мозга. Внезапно к нему приходит Ясиро, после брака сменивший имя на Нисидзоно и ставший политиком. За два дня до операции Куми Ясиро сажает ослабленного Сатору в инвалидную коляску и везёт на крышу больницы. Сатору подтверждает подозрения Ясиро о том, что к нему вернулась память. |                                             |                 |               |                 |
| 12 | Treasure «Такарамоно» (宝物)                | Тосимаса Исии   | Таку Кисимото | 25 марта 2016   |
| Флешбеки показывают, что воспоминания Сатору вернулись, когда он коснулся руки сына Каё, и он сообщил Кэнъе и Хироми о том, что убийцей был Ясиро. На крыше Гаку хвастается, что срок давности по предыдущим совершённым им убийствам детей уже истёк, а новых преступлений он не совершал, поэтому его невозможно осудить. Он сообщает, что спланировал убить Сатору, предварительно его подставив: Куми прислала Сатору сообщение, что в 5 часов ей поставят капельницу, но Ясиро подменил раствор мышечным релаксантом, на пакете которого найдут отпечатки пальцев Сатору. Таким образом окажется, что Сатору решил устроить девочке, боящейся операции, милосердную смерть, а так как Ясиро вот-вот столкнёт Сатору с крыши, всё будет выглядеть как самоубийство, совершённое из чувства вины. Однако Сатору называет его слова блефом и заявляет, что Ясиро не может без него жить. Затем Сатору сам пытается упасть на коляске с крыши. Ясиро, подтверждая слова Сатору, сначала пытается его удержать, но потом отпускает и готовится прыгнуть с крыши сам, однако видит, что друзья поймали Сатору надувным батутом. Они спланировали случившееся, чтобы заставить Ясиро признаться в преступлениях, и того наконец-то арестовывают за покушение на двойное убийство. Семь лет спустя, в 2010 году, Сатору — успешный мангака. Издатель выражает восхищение его новой работой и поздравляет с первой аниме-адаптацией. Сатору летает на Хоккайдо, чтобы навестить всех своих старых друзей, включая Юки, который в этой реальности не попал в тюрьму по ложному обвинению и женился. Вернувшись в Тибу, зимним днём Сатору выходит из студии поискать ракурсы для манги и приходит к мосту, под которым его в прошлой реальности арестовали. Закадровый голос Сатору рассказывает, что «перезапуски» с ним больше ни разу не случались. Начинается сильный снегопад, под мост заходит девушка с фотоаппаратом, в которой Сатору узнаёт Айри Катагири, в новой реальности с ним ещё не знакомую. Они смотрят друг на друга, и Сатору улыбается. |                                             |                 |               |                 |

### Музыка
Начальная тема сериала «Re:Re:» была исполнена группой Asian Kung-Fu Generation, тогда как завершающую «Sore wa Chiisana Hikari no You na» (яп. それは小さな光のような «Это словно огонёк») спела Саюри.

## Прочие медиа
19 марта 2016 года вышел полнометражный игровой фильм с Тацуей Фудзиварой в главной роли.
В марте 2017 года Netflix анонсировали игровой сериал, основанный на манге, совместно с Kansai TV. 1 сезон Netflix Original был выпущен 15 декабря 2017 года. В отличие от аниме и полнометражного фильма, сериал должен полностью соответствовать манге и не отходить от её сюжета. Взрослого Сатору сыграл Юки Фурукава, его же в детстве — Рэо Утикава, а Мио Юки исполнила роль Айри.
Спин-офф в виде романа издавался по главам с ноября 2015 по март 2016 в журнале Bungei Kadokawa за авторством Хадзимэ Ниномаэ. Полноценная книга, включающая все главы, вышла 30 марта 2016 года.

## Критика и отзывы
Манга была одним из номинантов на 8-ю и 9-ю премию «Манга Тайсё» 2015 и 2016 года соответственно, а также на 48-ю премию Сэйун в 2017 году в категории «Лучший комикс».
Аниме было номинировано в различных категориях Crunchyroll Anime Awards 2016, включая «Аниме года», и было награждено как «Драма года», тогда как Гаку Ясиро был назван «Злодеем года».